# Monte Palombo
Monte Palombo è un rilievo dei monti Marsicani di 2013 metri, situato in Abruzzo, nella provincia dell'Aquila, all'interno del Parco nazionale d'Abruzzo, Lazio e Molise.